# Romuald Lenczewski (architekt)

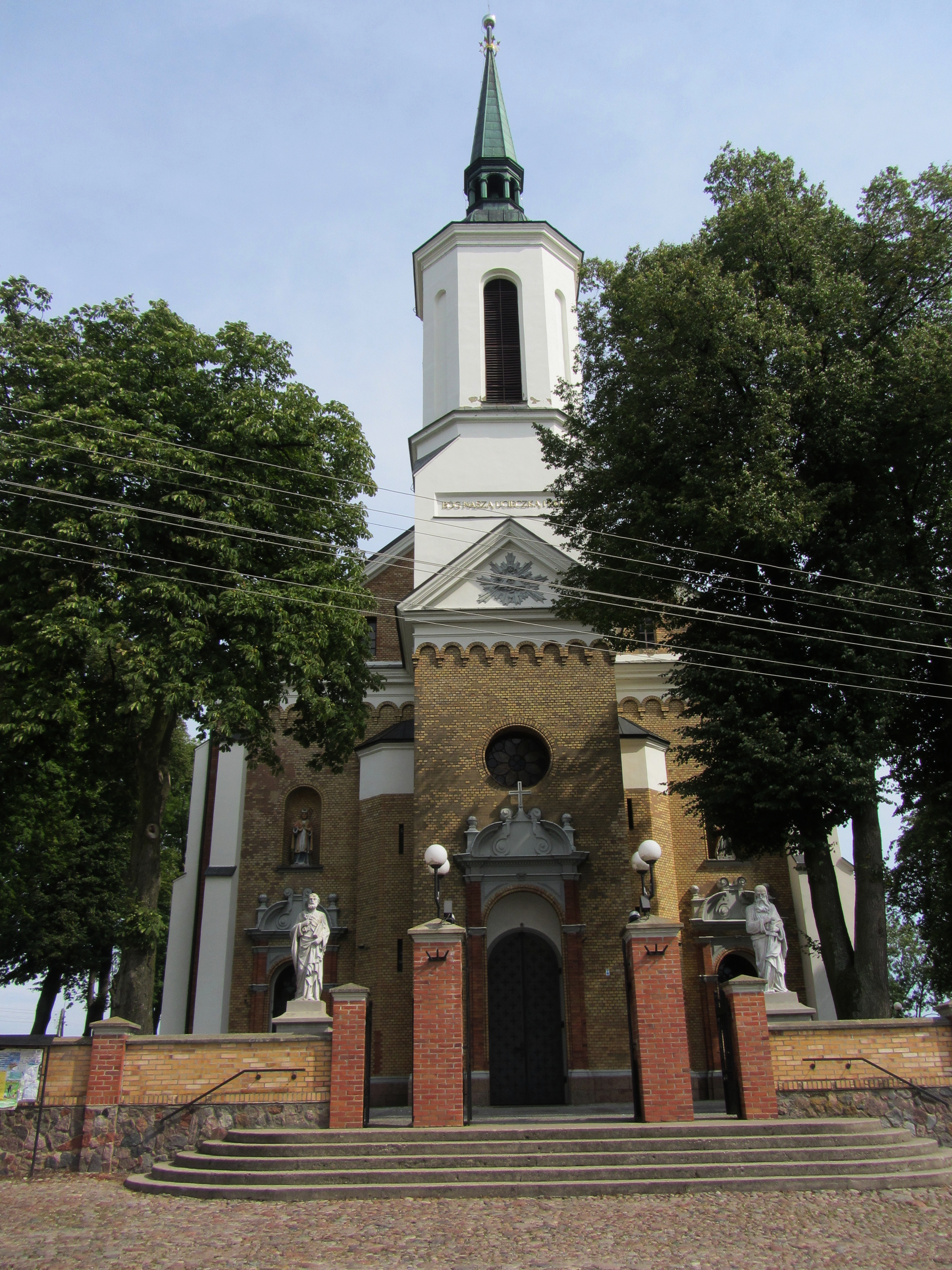
Kościół w Dobrzyniewie Kościelnym

Romuald Lenczewski (ur. 25 października 1822 w Leńcach, zm. 28 marca 1912) – polski architekt związany z Podlasiem.

## Życiorys
W młodym wieku został zesłany do Rosji za działalność patriotyczną. Wtedy postanowił studiować architekturę w Petersburgu, gdzie w domu swego stryja Antoniego poznał Helenę Karolinę Lenczewską, swoją kuzynkę. Wkrótce ożenił się z nią. Po ukończeniu studiów powrócił z żoną do Leńc. W rodzinnych stronach rozpoczął projektowanie świątyń. Wiele kościołów i cerkwi w okolicach Białegostoku, powstałych na przełomie wieków, wybudowano na podstawie jego projektów.
Ta gałąź rodziny Lenczewskich, z której wywodził się Romuald nosiła przydomek Samotyja. Romuald podpisywał się Samotyja-Lenczewski, albo Lenczewski-Samotyja. 

## Ważniejsze prace
Według jego projektów wybudowano między innymi następujące kościoły:
- Kościół Bożego Ciała w Surażu 1873
- Kościół Przemienienia Pańskiego w Wasilkowie 1883
- Sanktuarium św. Antoniego Padewskiego w Niewodnicy Kościelnej 1884
- w Suchowoli 1885
- w Dobrzyniewie Kościelnym 1902
- w Supraślu (rozbudowa) 1902
- w Michałowie 1905
- w Juchnowcu Kościelnym (rozbudowa) 1906
- w Uhowie 1914